# Negerjunge Mursi

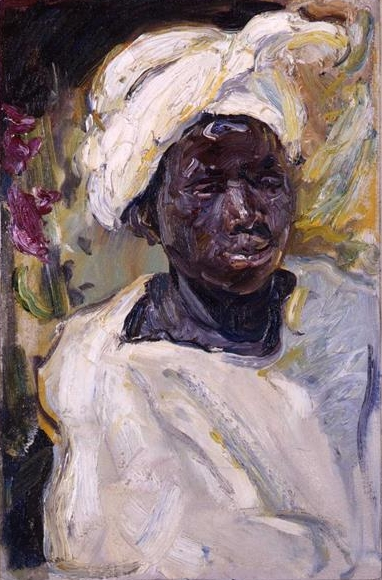
Negerjunge Mursi
Max Slevogt, 1914
57 × 38 cm
Öl auf Leinwand
Galerie Neue Meister, Dresden

Negerjunge Mursi oder Bildnis eines Jungen namens Mursi ist ein 1914 entstandenes Porträtgemälde des deutschen Malers Max Slevogt. Es zeigt als Halbfigur den Jungen Mursi, einen Nubier, der Slevogt während seines Aufenthaltes in Assuan als Helfer diente. Das 57 cm × 38 cm große, in Öl auf Leinwand gemalte Bild gehört zu einer Gruppe von 20 Ägyptenmotiven, die Slevogt wenige Monate nach der Entstehung an die Gemäldegalerie in Dresden verkaufte. Heute gehört es zur Sammlung der Galerie Neue Meister.

## Bildbeschreibung
Das Gemälde zeigt als Halbfigur mit leicht gedrehtem Oberkörper das Porträt eines jungen Nubiers. Mit bewegtem Pinselstrich hat Slevogt die Gesichtszüge modelliert und hierbei das dunkle Inkarnat aus roten und blauen Farbtönen entwickelt. Die plastische Wirkung des Porträts wird durch reflektierende Glanzpunkte auf den geschlossenen Lippen, der breiten Nase und der Stirn unterstrichen. Mit etwas zum rechten Bildrand gedrehtem Kopf ist der Blick des Jungen nicht ganz eindeutig – möglicherweise fixiert er einen Punkt außerhalb des Bildes. Der hohe Abstraktionsgrad der Ausführung lässt bestimmte Details wie die Augenbrauen nur erahnen, das im Bild zu sehende rechte Ohr nur wenig natürlich erscheinen.
Der Junge trägt ein weißes Gewand – möglicherweise eine Dschallabija – sowie einen ebenfalls weißen Turban. Diese helle Bekleidung steht im starken Kontrast zum dunklen Teint des Dargestellten, aber auch zum mehrfarbigen Hintergrund. Nur wenig ist von der Kulisse hinter dem Jungen erkennbar. Am linken Rand ist neben dem Kopf eine Pflanze mit grünen Blättern und Blüten in Purpur zu erahnen. Andere Bereiche links und rechts neben dem Kopf mit Farbvarianten von Gelb und Grün deuten weitere Pflanzen im Hintergrund an. In der linken unteren Ecke könnte eine Fläche in dunklem Grün eine Stuhllehne andeuten. Eine dunkle braune Fläche in der linken oberen Ecke zeigt möglicherweise einen Schattenbereich. Hier findet sich zudem die Signatur „Slevogt 14“.

## Porträt eines jungen Afrikaners
Ägypten war seit dem 19. Jahrhundert bei Künstlern ein begehrtes Reiseziel. Bereits 1868 hatte der Maler Jean-Léon Gérôme Ägypten bereist und sein Kollege John Singer Sargent zog es 1890–91 ebenfalls dorthin. 1911 besuchte zudem der deutsche Dichter Rainer Maria Rilke Ägypten. Auch Slevogts Malerkollegen August Macke, Paul Klee und Louis Moilliet brachen im April 1914 zu einer Reise nach Nordafrika auf, reisten aber nach Tunis statt nach Ägypten. Allen gemeinsam war die Suche nach einem Sehnsuchtsort im Orient, der Exotik und die Begegnung mit fremden Kulturen versprach.
Slevogts Reise begann am 11. Februar 1914 in Berlin und führte ihn über Triest per Schiff nach Ägypten, wo er entlang des Nils die Orte Alexandria, Kairo, Luxor und Assuan besuchte. Für Slevogt bedeutete der 39 Tage andauernde Aufenthalt in Ägypten ein für seine Gesundheit angenehmes Klima mit warmen Temperaturen und trockener Luft. Zudem war er fasziniert vom tiefblauen Himmel und den Beleuchtungseffekten der hochstehenden Sonne des Südens. Vor allem aber reizten Slevogt die fremdartigen Bewohner, die für ihn und seine Reisebegleiter Eduard Fuchs, Johannes Guthmann und Joachim Zimmermann ein Beispiel des unverfälschten Lebens darstellten. Johannes Guthmann hielt dazu in seinem Reisetagebuch fest: „Wir wollen fort von dem, was unser war, wir wollen Neues, Fremdes, Wunderbares, wir wollen Ägypten und Afrika!“.
In den Gemälden aus Ägypten lässt Slevogt wenig Interesse an der Kultur der Pharaonen erkennen, obschon er verschiedene Tempel während der Reise besichtigte. Die Bauten, Ornamente und Figuren aus altägyptischer Zeit fehlen jedoch als Motive in seinen Bildern. Stattdessen gehörten Menschen und Ansichten des zeitgenössischen Ägypten mit seiner arabisch-afrikanischen Kultur zu seinen Bildthemen. Slevogt zeigt in diesen Gemälden ein Bild von einem Orient, wie es aus Erzählungen, beispielsweise von Tausendundeiner Nacht, vermittelt wird. So malte er Wüstenlandschaften mit Kamelen, Altstadtgassen mit Bazar, verschleierte Frauen oder Bettler am Straßenrand. Für solche Motive eines märchenhaften Orients hatte er sich bereits als junger Künstler interessiert. Bereits Jahre vor der Ägyptenreise entstanden beispielsweise Bilder wie Scheherazade, dem Kalifen die Geschichten aus 1001 Nacht erzählend (Neue Pinakothek, München). Auch für die Physiognomie von Schwarzafrikanern zeigte er schon vor der Ägyptenreise Interesse. So wählte er 1912 einen Somali als Modell für die Hauptfigur des Gemäldes Der Sieger (Museum Kunstpalast, Düsseldorf). In diesem Bild postiert sich ein hochgewachsener junger Afrikaner auf eine Lanze stützend vor drei gefesselten, hellhäutigen nackten Frauen.
Während seiner Ägyptenreise wählte Slevogt wiederholt Schwarzafrikaner als Motiv seiner Bilder. In Assuan hatte er eine Gruppe junger Helfer angeheuert, um die Ausrüstung zu tragen und kleinere Hilfsdienste zu erledigen. Zu dieser Gruppe gehörte auch Mursi, den Slevogt besonders mochte. Er schrieb entsprechend am 8. März an seine Frau Antonie: „Mursi, der der netteste von allen ist mit seiner schwarzen Lackschnauze u. den schönen Zähnen“. Diese derbe Beschreibung der äußeren Erscheinung des Jungen und auch der Bildtitel Negerjunge Mursi werden zu Beginn des 21. Jahrhunderts für Menschen mit dunkler Hautfarbe allgemein als abwertend empfunden, 1914 hingegen war dies nicht zwingend beabsichtigt. Vielmehr unterstrich Slevogt auf diese Weise den malerischen Reiz seines für ihn exotischen Modells. Die Staatlichen Kunstsammlungen Dresden geben in ihrer Onlinedatenbank aktuell (2021) den in der Literatur unüblichen Bildtitel Bildnis eines Jungen namens Mursi an. Möglicherweise war diese Umbenennung eine Reaktion auf den sich wandelnden Blick auf die Begrifflichkeit.
Slevogt malte Mursi zunächst als Teil der Besatzung eines Bootes im Gemälde Seeräuber. Vor der Kulisse der Nillandschaft mit dem Wüstenufer im Hintergrund ist Mursi hierin am linken Bildrand zu erkennen. Das Porträtbildnis Negerjunge Mursi entstand hingegen im Garten des von Slevogt bewohnten Hotels. Aus den Tagebuchaufzeichnungen von Eduard Fuchs ist bekannt, das Bild sei am 9. März 1914 zwischen 10:00 Uhr und 12:30 Uhr entstanden. Zwei Tage zuvor hatte Slevogt sich bei einem Reitunfall eine Prellung zugezogen. Die erzwungene Ruhephase und eingeschränkte Bewegungsmöglichkeit mögen Anlass für das Porträt von Mursi im Garten gewesen sein. Für das Porträt wurde der Junge von Slevogt in ein neues weißes Gewand gekleidet. Im Schatten des Gartens fand er die richtigen Lichtverhältnisse für das kontrastreiche Gegenüber von braunviolettem Hautton und hellem Gewand. Trotz skizzenhaftem Malstil und hohem Abstraktionsgrad gelang es Slevogt ein einfühlsames Porträt zu malen. Am 24. März schrieb er aus Kairo an seine Frau von der anhaltenden Zuneigung: „Beinahe hätte ich den kleinen Mohren Moursi mitgebracht, – aber es ist doch zu riskant“. Am 14. März 1914 reiste Slevogt mit seinen deutschen Begleitern aus Assuan ab.

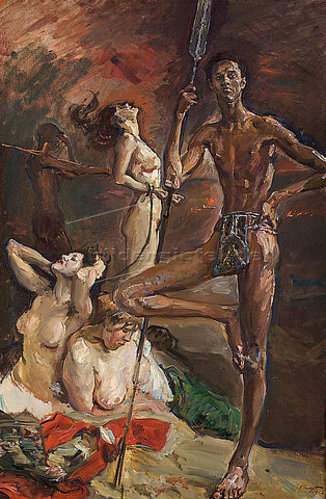
Max Slevogt: Der Sieger, 1912
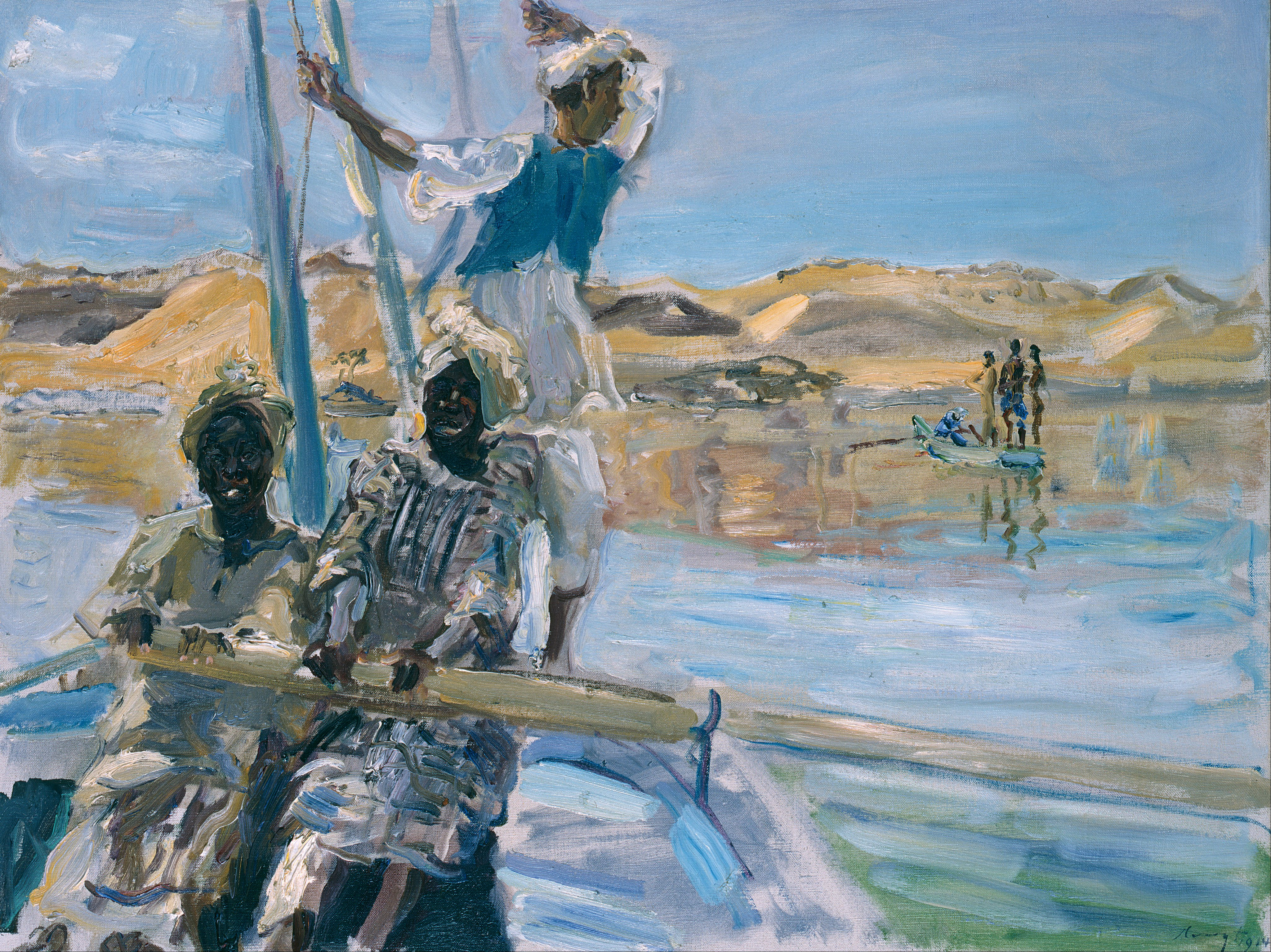
Max Slevogt: Seeräuber, 1914

## Provenienz
Das Gemälde Negerjunge Mursi gehört zu einer Serie von 21 Gemälden, die Slevogt während seiner Ägyptenreise 1914 schuf. Sein Anliegen war es, die Bilder dieser Reise geschlossen an ein Museum zu verkaufen. Hierzu beauftragte er den Kunsthändler Ludwig Gutbier, Inhaber der Galerie Ernst Arnold in Dresden. Dieser nahm zunächst Verhandlungen mit der Dresdner Gemäldegalerie auf, erwog aber auch den Verkauf an die Museen in Leipzig oder Hamburg. Die Verhandlungen Gutbiers mit Woldemar von Seidlitz als Vertreter des Dresdner Museums verliefen von Anbeginn sehr positiv.
Zunächst verlangte Slevogt die Summe von 92.000 Mark für die Gemälde aus Ägypten. Beide Parteien einigten sich schließlich auf den Betrag von 67.500 Mark für 20 Gemälde der Serie, darunter das Bild Negerjunge Mursi. Staatliche Mittel standen für den Ankauf zwar nicht zur Verfügung, aber der kunstsinnige sächsische König Friedrich August III. hatte seine Zustimmung für den Erwerb signalisiert. Der Ankauf der Bilder gelang schließlich mit Mitteln des Dresdner Museumsvereins und der Pröll-Heuer-Stiftung, wobei letztere unter anderem das Bild Negerjunge Mursi finanzierte. Am 17. Mai 1915 gelangten die 20 Ägypten-Bilder in die Königlichen Kunstsammlungen Dresden. Die Bilderserie wurde zunächst in der Sempergalerie im Zwinger und ab 1931 in der Sekundogenitur ausgestellt. Nach der Auslagerung im Zweiten Weltkrieg befand sich das Gemälde Negerjunge Mursi zunächst im Schloss Pillnitz. Seit 1965 ist es in der Galerie Neue Meister im Dresdner Albertinum zu sehen.